# (292220) 2006 SU49
2006 أس يو 49 (ويعرف أيضًا باسم (292220) 2006 أس يو 49 وفق تسمية الكوكب الصغير) (بالإنجليزية: 2006 SU49)‏ هو كويكب ضمن حزام الكويكبات؛ وترتيبه 292220 من حيث الاكتشاف.
اكتُشف هذا الجُرم الفلكي بواسطة سبيس واتش في 20 سبتمبر 2006.

## وصلات خارجية
- (292220) 2006 SU49 في قاعدة بيانات مختبر الدفع النفاث لأجرام النظام الشمسي الصغيرة

- الاكتشاف · مخطط المدار ·  العناصر المدارية · المعلمات المادية

- (292220) 2006 SU49 على موقع ويكي سكاي: DSS2, SDSS, GALEX, IRAS, Hydrogen α, X-Ray, Astrophoto, Sky Map, Articles and images